# 夜舟主
夜舟主（よふねぬし）は日本に伝わる妖怪。海底に住んでおり、大蛇のような姿をしている。

## 概要
夜舟主は島根県の隠岐の島の海に住んでいる大蛇のような姿をした妖怪で、毎年6月13日に生贄として若い娘を住人たちに差し出させていた。生贄を出ししぶると、夜舟主は怒って、島に嵐を呼んで人々を困らせていた。隠岐に島流しにされた父親に会おうという決意で島にやって来た常世（とこよ）という名の少女は、生贄として捧げられそうになっていた娘を救い、海に突入して夜舟主を退治した。
常世の父親の織部志摩（おりべしま）は、鎌倉幕府の執権が北条高時だった頃の武士だと語られている。話の中で、北条高時は原因不明の病気になっているのだが、夜舟主を退治したときに常世が海底から引き上げて来た謎の木像は、高時の容貌によく似ていた。これが高時を病気にしていた呪いの木像だったことが判明したことで、織部志摩は罪を許されたとされる。

## 収録書籍
この夜舟主の話は、明治時代に来日をしたイギリス人・リチャード・ゴードン・スミスがまとめた英文の書籍『日本の昔話と伝説』（1918年）のなかに「隠岐の島の話」（A story of Oki island）として日本人画家による挿絵と共に収録されている。同書が各地で長年にわたって翻訳出版されていることによって、夜舟主は日本の海の悪神（Evil god）のひとつ「Yofune-Nushi」として海外における知名度のほうが高く、逆に日本では近現代にかけてあまり親しまれてきていなかったという状況にもなっている。